# Stefanie Fryland Clausen
Anna Stefanie Nanny Fryland Clausen (født 1. april 1900 i København, død 2. august 1981 i Karlebo) var en dansk kontorist og udspringer medlem af Kvindelig Idrætsforening. 
Stefani Fryland Clausen blev olympisk mester i tårnspring (10 meter) under sommer-OL 1920 i Antwerpen. Hun blev dermed den første danske kvinde til at vinde guld ved OL. Hun blev i 1988 optaget i svømmesportens Hall of Fame, der har hjemme i Fort Lauderdale i USA, hvilket kun er overgået tre andre danskere; Ragnhild Hveger, Greta Andersen og Karen Margrethe Harup.